# John McDougall (Californie)
Pour les articles homonymes, voir John McDougall.
John McDougall, né le 1er janvier 1818 dans le comté de Ross (Ohio) et mort le 30 mars 1866 à San Francisco (Californie), est un homme politique américain, sans étiquette affilié aux démocrates. Il est le 2e lieutenant-gouverneur de Californie entre 1849 et 1851, puis gouverneur du même État du 9 janvier 1851 au 8 janvier 1852.